# Чернопенское сельское поселение
Чернопе́нское се́льское поселе́ние — муниципальное образование в Костромском районе Костромской области России. Административный центр — посёлок Сухоногово.

## История
Чернопенское сельское поселение образовано 30 декабря 2004 года в соответствии с Законом Костромской области № 237-ЗКО, установлены статус и границы муниципального образования.

## Население
| 2008  | 2010  | 2012  | 2013  | 2014  | 2015  | 2016  |
| ----- | ----- | ----- | ----- | ----- | ----- | ----- |
| 2322  | ↘2067 | ↗2112 | ↗2133 | ↗2140 | ↘2136 | ↘2122 |
| 2017  | 2018  | 2019  | 2020  | 2021  |       |       |
| ↗2124 | ↗2159 | ↗2182 | ↘2138 | ↘1946 |       |       |

## Состав сельского поселения
| №  | Населённый пункт | Тип населённого пункта          | Население |
| -- | ---------------- | ------------------------------- | --------- |
| 1  | Авдотьино        | деревня                         | ↗64       |
| 2  | Асташево         | деревня                         | ↗20       |
| 3  | Бычиха           | деревня                         | →0        |
| 4  | Гороженица       | деревня                         | →0        |
| 5  | Карпово          | деревня                         | ↗28       |
| 6  | Качалка          | деревня                         | ↗1        |
| 7  | Качалово         | деревня                         | ↘1        |
| 8  | Козлищево        | деревня                         | ↗14       |
| 9  | Коростелёво      | деревня                         | →6        |
| 10 | Кузьминка        | деревня                         | ↗17       |
| 11 | Лунёво           | деревня                         | ↘104      |
| 12 | Лыщёво           | деревня                         | ↗23       |
| 13 | Наумово          | деревня                         | ↗18       |
| 14 | Панино           | деревня                         | ↗3        |
| 15 | Пахомьево        | деревня                         | ↗4        |
| 16 | Погорелка        | деревня                         | ↗3        |
| 17 | Свотиново        | деревня                         | ↗9        |
| 18 | Сулятино         | деревня                         | ↗12       |
| 19 | Сухоногово       | деревня                         | ↘0        |
| 20 | Сухоногово       | посёлок, административный центр | ↗1963     |
| 21 | Сущёво           | деревня                         | ↗1        |
| 22 | Тимонино         | деревня                         | ↘13       |
| 23 | Фатьянка         | деревня                         | →4        |
| 24 | Чернопенье       | село                            | ↗109      |
| 25 | Юрьевка          | деревня                         | →0        |